# Río Ket
El río Ket (o Bolshaya Ket o Gran Ket; en ruso: Кеть o Большая Кеть), es un largo río asiático, un afluente del río Obi que discurre por la parte meridional de Siberia. Tiene una longitud de 1621 km y su cuenca drena una superficie de 94 200 km² (similar a la de países como Hungría, Portugal o Jordania). 

## Geografía
El río Ket nace en el sur de Siberia, en el krai de Krasnoyarsk, en las estribaciones septentrionales de los montes Sayanes, al norte de Krasnoyarsk, a poca distancia del curso del río Yeniséi. Fluye primero en dirección noroeste, para girar luego hacia el oeste, atravesando el territorio del óblast de Tomsk. Discurre en gran parte por la llanura de Siberia Occidental, en un área plana y de difícil drenaje. Cuando llega a pocos kilómetros del río Obi, se divide en dos ramales diferenciados: el Narymski hace un giro decidido hacia el noroeste, discurriendo casi paralelo al curso del Obi durante algunas decenas de kilómetros antes de desembocar cerca de la ciudad de Narym; y el Togurski, que desagua en la margen derecha del río Obi poco antes de la ciudad de Kolpáshevo (28 441 hab. en 2002).
En las riberas del río Ket apenas hay centros urbanos, dada la baja densidad de población de la cuenca, siendo los principales Losinobórskaya y Ust-Oziórnoie.

### Afluentes
El río Ket tiene muchos afluentes, siendo los principales los siguientes:
- por la derecha:

- río Sochur (Сочур);
- río Orlovka (Орловка), con una longitud de 327 km y una cuenca de 9010 km²;
- río Lisitsa (Лисица), con una longitud de 414 km y una cuenca de 7980 km²;
- río Páiduguina (Пайдугина),  con una longitud de 458 km y una cuenca de 8970 km²;

- por la izquierda:

- río Pequeño Ket (Малая Кеть);
- río Mendel (Мендель), con una longitud de 366 km y una cuenca de  3800 km²;
- río Yelovaya (Еловая), con una longitud de 331 km y una cuenca de 6230 km²;
- río Chachamga (Чачамга).

## Navegación
El río es navegable aguas arriba desde la boca hasta la ciudad de Ust-Oziórnoie. El régimen del río es similar al de todos los ríos siberianos, con un período de crecida a finales de la primavera-verano, a raíz del deshielo, y un periodo congelado de octubre o principios de noviembre hasta finales de abril o principios de mayo.

## Historia
En 1596, se fundó a orillas del río Ket el ostrog de Narym, bajo la supervisión del atamán de Surgut, y en 1602 se fundó el ostrog de Ket en el curso superior del río, cuyos cosacos exigían el yasak (tributo en pieles) a los habitantes locales (ostyaks, kets y selkups).
A finales del siglo XIX se construyó el canal Ket-Kas (llamado Canal Obi-Yeniséi) para conectar el río Ket con el río Gran Kas, un afluente del río Yeniséi. Este proyecto ha hecho del río Ket un enlace entre las cuencas del río Obi y la del río Yeniséi, dos de las mayores de todo el planeta. Lamentablemente, el canal, mal situado, estrecho, largo y congelado la mayor parte del año, no era competitivo con el ferrocarril Transiberiano y su explotación fue abandonada en 1921.

## Etnografía
La región del bajo Ket y su desembocadura en el río Yeniséi constituyen la patria tradicional del pueblo ket, un antiguo pueblo nómada descendiente de las tribus de cazadores y pescadores de la taiga. El censo de Rusia de 2002 registró 1494 kets, que hablan una lengua paleosiberiana, el idioma ket («ket», en singular, significa hombre; su plural, «deng», significa hombres o gente).  